# Lindsay Gaze
Lindsay John Casson Gaze (Adelaida, 16 de agosto de 1936) es un exjugador, y entrenador de baloncesto australiano. Con 1.84 de estatura, su puesto natural en la cancha era el de escolta. Es el padre de Andrew Gaze, leyenda del baloncesto australiano.

## Participaciones en competiciones internacionales  conAustralia

### Mundiales
Ha participado en un cuatro Campeonato Mundial de baloncesto, el primero como jugador y los tres siguientes como seleccionador:
- Yugoslavia 1970 12/13
- Puerto Rico 1974 12/14
- Filipinas 1978 7/14
- Colombia 1982 5/13

### Juegos olímpicos
Participó en cinco juegos, el primero como jugador, y los cuatro siguientes como seleccionador con los siguientes resultados:
- Tokio 1964 9/16
- Múnich 1972 9/16
- Montreal 1976 8/12
- Moscú 1980 8/12
- Los Ángeles 1984 7/12